# Alleanza Renault-Nissan-Mitsubishi

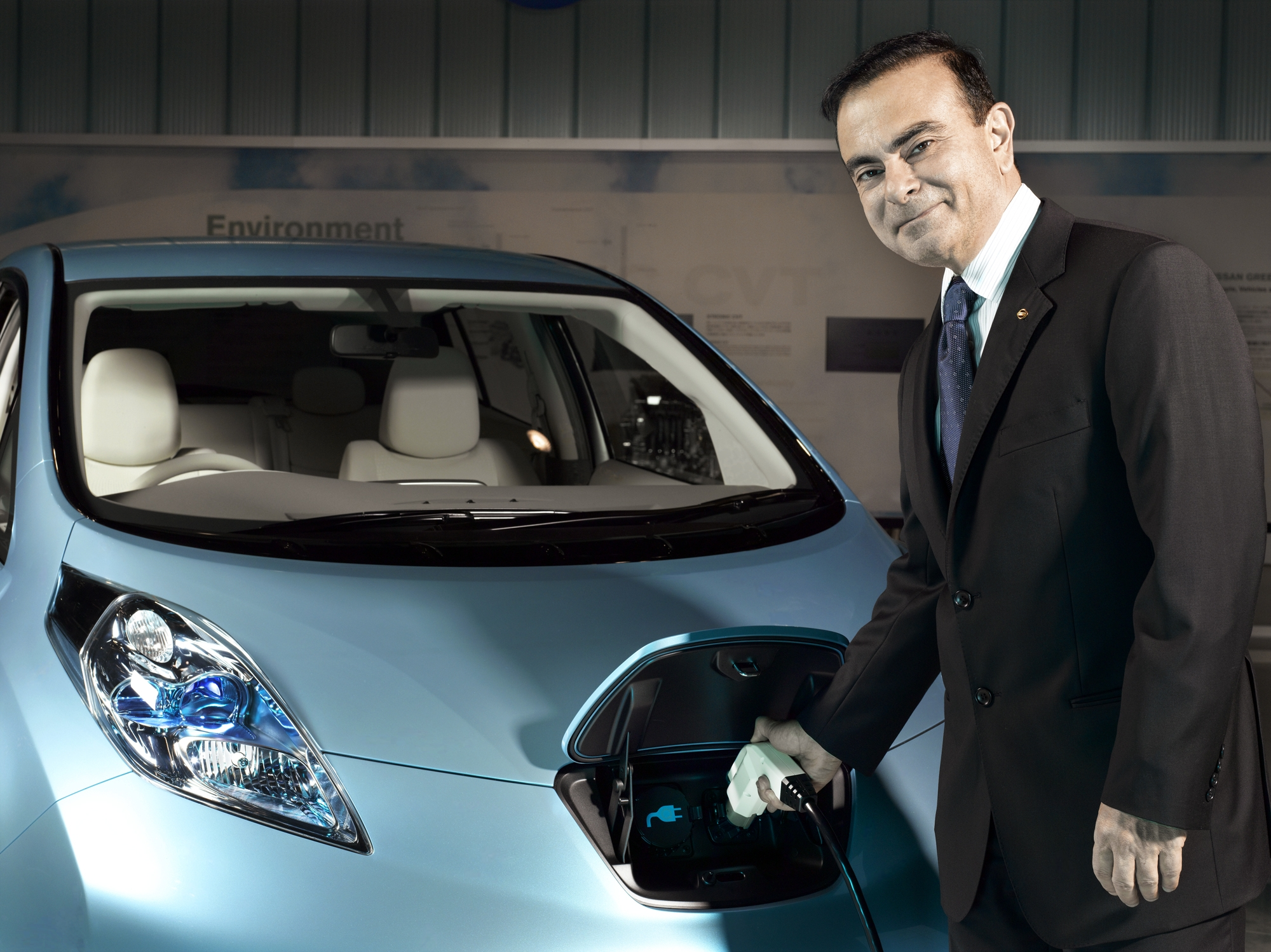
Il presidente ed ex amministratore delegato Carlos Ghosn mentre ricarica una Nissan Leaf

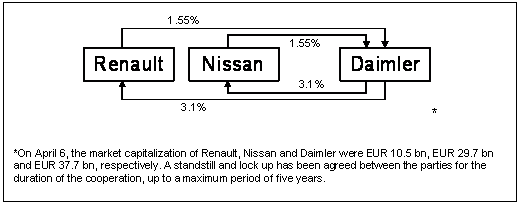
Schema delle relazioni Daimler-Renault-Nissan.

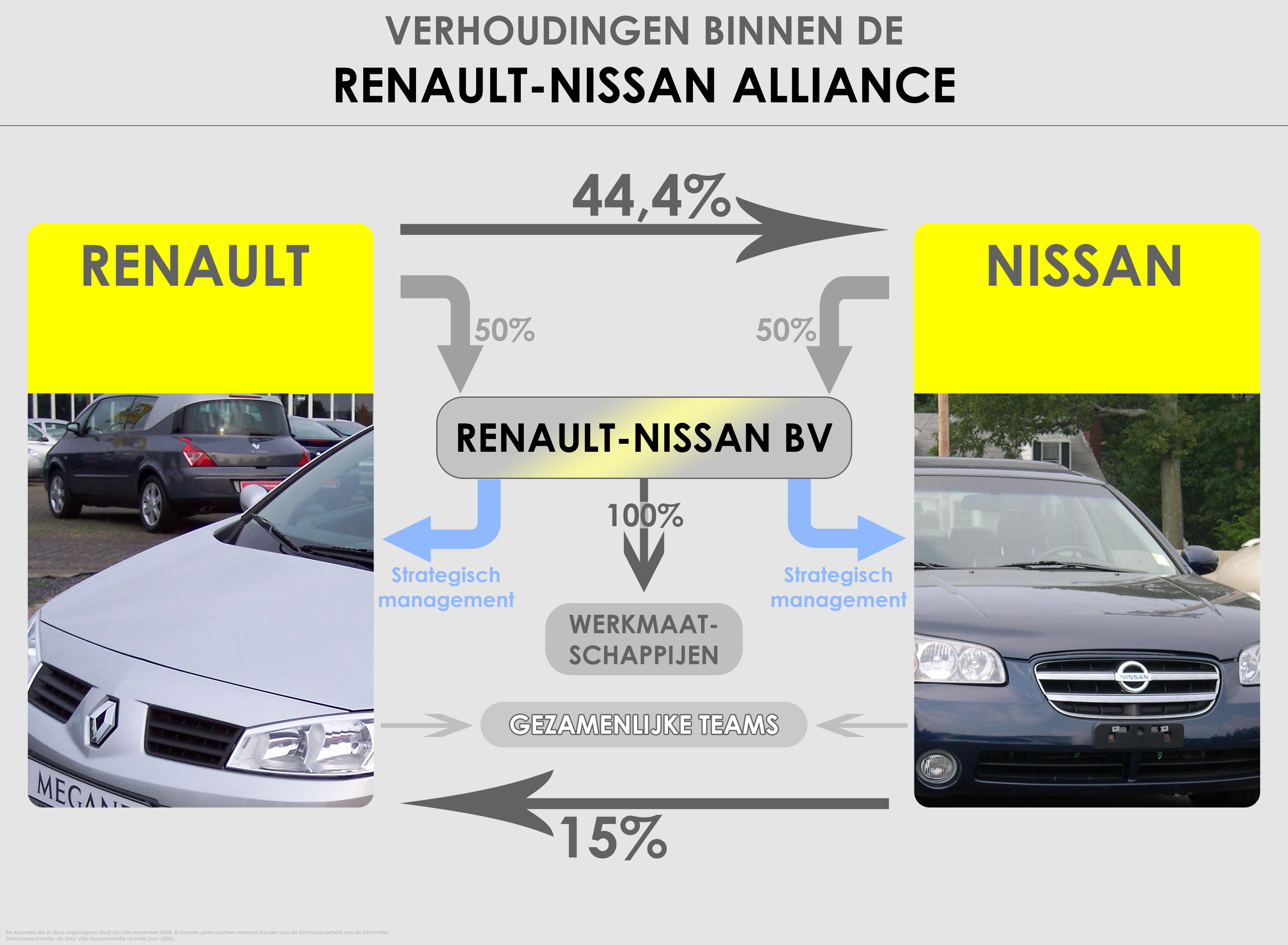
Schema dell'Alleanza Renault-Nissan.

L'alleanza Renault-Nissan-Mitsubishi (in precedenza solo Renault-Nissan) è un gruppo industriale legato attraverso partecipazioni incrociate.
Una società di diritto olandese (Renault-Nissan BV) fu creata per elaborare una strategia comune e sviluppare delle sinergie; questa è detenuta pariteticamente da Renault e Nissan Motor. Questa alleanza è stata creata il 27 marzo 1999, a seguito di un periodo di difficoltà finanziaria da parte di Nissan Motor, che ha dato l'occasione a Renault di acquistare una parte del gruppo giapponese e di mettervi a capo Carlos Ghosn, con l'obiettivo di ristrutturarla.
Nel 2001, Renault-Nissan diventa il terzo gruppo automobilistico mondiale, dietro General Motors e il Gruppo Volkswagen. Regolarmente piazzata ai primi quattro posti in termini di vendite mondiali di automobili, la nuova Alleanza Renault-Nissan-Mitsubishi nel primo semestre del 2017 ha raggiunto la prima posizione, davanti a Volkswagen AG, Toyota e General Motors.

## Strategia finanziaria e giuridica
L'alleanza è stata realizzata in due tempi. Renault comprò il 36,4% di Nissan e investì 5 miliardi di Euro per la ristrutturazione del gruppo Nissan. In un secondo momento una partecipazione del 15% di Nissan è stato acquisito da Renault (senza diritto di voto) tale da arrivare da parte di Renault al 44,3%. Gli analisti sostengono tuttavia che si tratti di una acquisizione di Nissan da parte di Renault.
Nell'azionariato vi è Daimler AG, con l'1,55% di Nissan-Renault, facendo sì che Daimler AG controlli il 3,1% di Renault e il 3,1% di Nissan. Dal 2008 Renault possiede il 25% di AvtoVAZ (Lada) e l'alleanza a giugno 2014 controlla il capitale di Avtovaz al 50,01 % con la creazione di una joint-venture. Al giugno 2014, Renault-Nissan possiede il 67,1% della holding che detiene il 74,5% di AvtoVAZ.
- Relazioni all'interno dell'Alleanza: L'Alleanza Renault-Nissan BV è detenuta pariteticamente da Renault (50%) e Nissan Motors (50%). Le due aziende hanno inoltre delle partecipazioni incrociate: Renault detiene il 15% di Nissan Motors e Nissan detiene il 15% di Renault.

- Relazioni con Daimler: Il 7 aprile 2010 è siglata un'alleanza strategica con Daimler (Mercedes-Benz), in base al quale il gruppo tedesco ha il 3,1% dell'Alleanza Renault-Nissan (e quindi il 3,1% sia di Renault che di Nissan) e l'Alleanza Renault-Nissan ha il 3,1% di Daimler (ovvero Renault 1,55% e Nissan 1,55%).

- Relazioni con Dongfeng Motor Corporation:
  - Dongfeng Motor Co., Ltd. (DFL) con Nissan Motors (50/50%), che possiede Dongfeng Automobile (DFAC) e Venucia.
  - Dongfeng Renault Automobile Company (DRAC) con Renault (50/50%)

## Strategia industriale e commerciale
Da un punto di vista strategico industriale l'aspetto più semplice è la possibilità di marchiare i veicoli di entrambi i costruttori con i rispettivi marchi, in funzione dell'immagine degli stessi marchi nei mercati origine. Ad esempio la Nissan Platina in Messico è di fatto una Renault Clio 4 porte, il Renault Kangoo, Trafic e Master diventano rispettivamente Nissan Kubistar, Primastar e NV400.

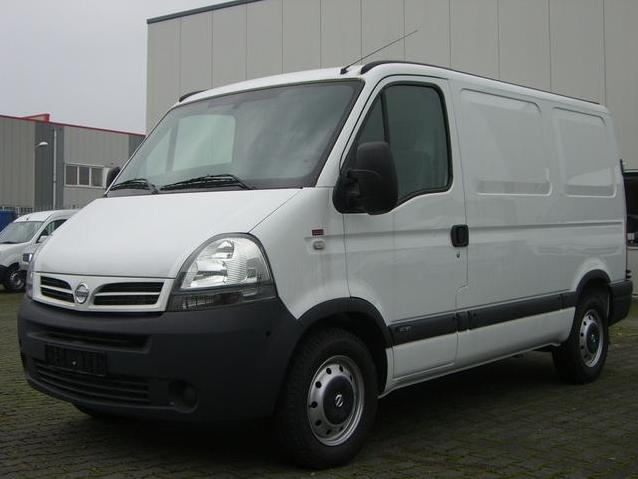
Nissan Interstar, versione asiatica del Renault Master.

Più genericamente la possibilità di sfruttare le piattaforme per modelli comuni come ad esempio la piattaforma B della Nissan Micra, Note e Juke, della Renault Clio e Modus, o la piattaforma C, utilizzata per Nissan Qashqai e Renault Mégane. La piattaforma D per Nissan Altima e Maxima negli USA, Renault Laguna in Europa, e Samsung SM5 in Corea del Sud.
I motori diesel sono appannaggio della Renault, mentre i benzina soprattutto di grande cilindrata sono di Nissan. Tutte le Nissan diesel sono motorizzate Renault, mentre motori Nissan si trovano su Renault Clio (2.0 16v 140 ch), Laguna, Espace e Vel Satis (3.5 V6 245 ch).
In novembre 2013 Renault-Nissan entrano in accordi con Mitsubishi. La Mitsubishi entra nell'Alleanza nel 2016, a seguito di un aumento di capitale che ha permesso alla Nissan Motors di entrare nell'azionariato con il 34%.
A partire dal 1º aprile 2014 Renault-Nissan si è dotata di quattro direzioni operative comuni al gruppo: ingegneria, manufacturing, logistica e risorse umane.

## Organizzazione
Renault SA
- Dacia (99,43%)
- Daimler AG (1,55%)
- Dongfeng Renault Automotive CO Ltd. (50%)
- Nissan Motor (43,4%)
- Renault SAS (100%)
  -  Alliance Rostec Auto b.v. (73,3%)
    -  AvtoVAZ (64,6%)
      -  Lada (100%)

  -  Société des Automobiles Alpine (100%)
- Renault Samsung Motors (79,90%)

 Nissan Motor Corp
- Daimler AG (1,55%)
- Datsun (100%)
- Dongfeng Motor Co., Ltd. (50%)
- Infiniti (100%)
- Nissan Finance Co., Ltd (100%)
  -  Renault SA (15%)
- Mitsubishi Motors Corporation (34%)

## Marchi
Renault SA
- Renault
- Alpine
- Dacia
- Renault Samsung Motors

Nissan Motor Corp
- Nissan
- Infiniti
- Venucia
- Datsun

Mitsubishi Motors Corp
- Mitsubishi

## Vendite
Nel 2014, l'Alleanza Renault-Nissan ha venduto 8,5 milioni di veicoli nel mondo, in aumento del 2,5% rispetto al 2013; le vendite sono in particolare aumentate negli Stati Uniti e nell'Europa occidentale.
Nel 2016, l'Alleanza Renault-Nissan-Mitsubishi ha venduto 9,96 milioni di veicoli nel mondo; essa diventa quindi il primo costruttore automobilistico mondiale, davanti a Volkswagen AG e a Toyota.